# Anatoli Hostikoev
Anatoli Heorghiovîci Hostikoev (în ucraineană Анатолій Георгійович Хостікоєв; n. 15 februarie 1953, Kiev, RSS Ucraineană, URSS) este un actor sovietic și ucrainean de teatru și film. A fost distins cu titlul de Artist al poporului din RSS Ucraineană (1990), cavaler al ordinului „Pentru merit” gradul III (2003) și laureat al Premiului Național Taras Șevcenko.

## Biografie
S-a născut într-o familie mixtă: tatăl era osetin, iar mama ucraineancă. Încă din grădiniță a participat la toate spectacolele pentru copii, interpretând un urs maro. Școala a organizat un teatru muzical în miniatură, iar el a interpretat cu seriozitate rolul Othello.
În 1974 a absolvit Facultatea de Actorie a Institutului Teatral de stat I. K. Karpenko-Karîi din Kiev (la clasa Irinei Моlostova).
În anii 1974-1980 a lucrat ca actor la Teatrul dramatic ucrainean Maria Zankovețka din Liov și în la Teatrul dramatic rus Lesia Ukrainka din Kiev. La 2 septembrie 1980 a devenit actor la Teatrul Academic Național Ivan Franko.
În octombrie 1999, împreună cu Bogdan Beniuk și cu Miroslav Hrînîșînîm, a înființat compania teatrală „Beniuk și Hostikoev”.
Este activ în filme, fiind unul dintre cei mai cunoscuți actori de film ucraineni. A practicat karate, demonstrându-și de mai multe ori tehnicile cunoscute în filme.

## Familia
- Prima soție — Nadejda Kondratovskaia, artistă emerită a Ucrainei
- A doua soție — Liubov Kubiuk, artistă emerită a Ucrainei
  - Fiul— Gheorghi Hostikoev, actor
- A treia soție - Natalia Sumska, artistă a poporului din Ucraina
  - Fiul -  Veaceslav Hostikoev

## Activitatea teatrală

### Teatrul Academic Național Ivan Franko
1. 1980 — «Unchiul Vanea» А. Cehov; regizor Serghei Dancenko — Аstrov
2. «Гибель эскадры» А. Korneiciuk — Frehat
3. 1981 — «Моя профессия — сеньор из высшего общества» Giulio Scarnicci și Renzo Tarabuzi; reg. Vladimir Ogloblin — Аntonio
4. «Благочестивая Марта» Tirso de Molina; reg. Vladimir Ogloblin — Don Felipe
5. «Санитарный день» А. Kolomieț; reg. Vladimir Ogloblin — Fedia
6. «Мата Хари» N. Iordanova — Ivan Popov
7. «Фронт» А. Korneiciuk — Оgnov
8. «Бунт женщин» N. Hikmet și V. Komissarjevskaia — Roberto
9. 1986 — «Энеида» И. Kotliarevski; reg. Serghei Dancenko — Eneas
10. «Аукцыон» М. Garaeva — Valera
11. 1987 — «Маestrul și Margareta» М. Bulgakov; reg. Irina Molostova — Wolland
12. «Каменный властелин» L. Ukrainka — comandorul
13. «Рождественская ночь» N. Gogol — diacul
14. 1989 — «Тевье-Тевель» G. Gorin; reg. Serghei Dancenko și Dmitri Ciriliuk — Меnahem
15. «Санитарная зона» М. Hvîlevoi — Аnarh
16. 1991 — «Белая ворона» Iuri Rîbcinski și G. Tatarcenko; reg. Serghei Dancenko — Julien
17. «Талан» М. Starîțki — Аnton Kvitka
18. «Крошка Цахес» Ia. Stelmah — Baltazar
19. «Мерлин, или Опустошённая страна» Таncred Dorst și Ursula Eller; reg. Serghei Dancenko — Моrdred
20. 1999 — «Швейк» J. Hasek; reg. Grinișin, Miroslav și А. Joldak — spionul / jandarmul / tatăl / lt. Lukas
21. «Кин ІV» G. Gorin; reg. Anatoli Hostikoev — Edmond Kean
22. 2000 — «Пигмалион» George Bernard Shaw; reg. Serghei Dancenko — Henry Higgins
23. 2001 — «Оtеllo» W. Shakespeare; reg. Vitali Malahov — Оtello
24. «Carmen» А. Joldak și A. Hostikoev după nuvela lui P. Mérimée; reg. Andrei Joldak — Jose
25. 2010 — «Zorba Grecul» N. Kazantzakis; reg. Vitali Malahov — Аlexis Zorba
26. 2015 — «Лес» А. Оstrovski; reg. Dmitri Bogomazov — Ghenadi Nesceastlivțev, călător[4]

### Compania teatrală „Beniuk și Hosikoev”
1. 2003 — «Сеньор из высшего общества» Giulio Scarnicci și Renzo Tarabuzi; reg. Anatoli Hostikoev — Leonida Papagallo
2. 2004 — «Șoareci și oameni» John Steinbeck; reg. Vitali Malahov — Lenny
3. 2005 — «Белая ворона» Iuri Râbcinski și G. Таtarcenko; reg. Anatoli Hostikoev — menestrel
4. 2008 — «Задунаец за порогом» după opera lui Semion Hulk-Artemovski; reg. Anatoli Hostikoev — sultanul
5. 2011 — «Люкс для иностранцев» David Friedman — sponsorul festivalului

## Filmografie
1. 1976 — Дума о Ковпаке — Janos Șot
2. 1978 — Жнецы
3. 1979 — Поезд чрезвычайного назначения
4. 1979 — Вавилон XX — Volodea Iavorski, poet
5. 1985 — Контрудар — generalul Cerniakovski
6. 1985 — Миллион в брачной корзине — Raimondo
7. 1986 — Точка возврата — Кulebiakin
8. 1988 — Каменная душа — Dmitro Marusiak
9. 1990 — Балаган
10. 1990 — Штемп — Аркадий Ершов (озвучил Алексей Иващенко)
11. 1991 — Господня рыба
12. 1991 — Похороны на втором этаже — Аrkadi Erșov
13. 1992 — Америкэн бой — gemenul mai mare
14. 1992 — Ради семейного очага — Аnton
15. 1993 — Ночь вопросов — actor
16. 1993 — Западня — avocatul Evgheni Rafailovici
17. 1994 — Выкуп — Evgheni Andreevici Sahibov, fost colonel în Armata Sovietică
18. 1996 — Спасибо за то, что ты есть
19. 1997—2001 — Роксолана (serial TV) — sultanul Suleiman I
20. 2001 — Леди Бомж
21. 2007 — Сердцу не прикажешь
22. 2008 — Наваждение
23. 2011 — Дело было на Кубани — Igor Mihailovici Krutov
24. 2013 — Ловушка — Vadim Aleksandrovici Valuev
25. 2014 — Пока станица спит — atamanul Gavril Petrovici
26. 2014 — Ветренная женщина — Aleksandr Ivanovici Bogoliubov — om de afaceri, președintele companiei «Боголюбов и Ко»
27. 2015 — Последний янычар — Gavril Petrovici

## Premii și onoruri
- 1990 — artist al poporului din RSS Ucraineană
- 1996 — Premiul Național Ucrainean Taras Șevcenko
- 1997 — Laureat al premiului ”Kievskaia pektoral” la categoriile „cel mai bun actor” (Jose, spectacolul „Carmen”)
- 1999 — Laureat al premiului „Kievskaia pektoral” la categoriile „cel mai bun spectacol / spectacol teatral dramatic" (spectacolul „Kean al IV-lea”)
- 1999 — Laureat al premiului „Kievskaia pektoral" la categoriile „cel mai bun debut” (regie spectacolului „Kean al IV-lea”)
- 2001 — Laureat al premiului „Kievskaia pektoral" la categoriile „cel mai bun actor” (Othello, spectacolul „Othello”)
- 2003 — Cavaler al ordinului „Pentru merit” gradul III[5]
- 2007 — Cavaler al ordinului „Pentru merit” gradul II[6]
- 2010 — Laureat al premiului „Kievskaia pektoral” la categoriile „cel mai bun actor” (Zorba, spectacolul „Zorba Grecul”)
- 2013 — Cavaler al ordinului „Pentru merit” gradul I[7]
- Diploma de onoare a cabinetului de miniștri al Ucrainei